# Rhynchodoras woodsi
Rhynchodoras woodsi är en fiskart som beskrevs av Glodek, 1976. Rhynchodoras woodsi ingår i släktet Rhynchodoras och familjen Doradidae. Inga underarter finns listade i Catalogue of Life.